# Breman Asikuma

Breman Asikuma (eller bara Asikuma) är en ort i södra Ghana. Den är huvudort för distriktet Asikuma-Odoben-Brakwa, och folkmängden uppgick till 16 159 invånare vid folkräkningen 2010.